# Ebbw Vale North
Ebbw Vale North ist eine walisische Community in der Principal Area Blaenau Gwent County Borough in Südwales, die primär aus dem ungefähren Stadtzentrum von Ebbw Vale besteht. Sie hatte beim Zensus 2011 4561 Einwohner.

## Geographie
Die Community Ebbw Vale North entstand mit der sogenannten The Blaenau Gwent (Communities) Order 2010, als die Community Ebbw Vale zugunsten von Ebbw Vale North und Ebbw Vale South aufgelöst wurde. Die Community umfasst den Nordteil der ehemaligen Community und damit das ungefähre Stadtzentrum der im Tal des River Ebbw Fawr liegenden Stadt Ebbw Vale mitsamt der Stadtteile Mountain Air, Willowtown und Newtown. Der River Ebbw Fawr, der später zum River Ebbw wird, fließt selbst durch die Community, die gleichfalls von mehreren Fern- und Regionalstraßen wie der A4046 road und der A4281 road durchquert wird. Die Community liegt ungefähr in der Mitte der Principal Area Blaenau Gwent County Borough und grenzt somit nur an Communitys, die ebenfalls zu Blaenau Gwent gehören. So gibt es im Süden eine gemeinsame Grenze mit der Community Ebbw Vale South und im Norden mit der Community Badminton, während sie im Westen an Tredegar und im Osten an Nantyglo and Blaina grenzt. Ebbw Vale North bildet zudem einen eigenen Ward, der zum britischen Wahlkreis Blaenau Gwent beziehungsweise zu dessen walisischem Pendant gehört.

## Bauwerke
In Ebbw Vale North liegen drei Bauwerke, die in die Statutory List of Buildings of Special Architectural or Historic Interest aufgenommen wurden, darunter das oben gezeigte Ebbw Vale War Memorial, ein Ladengeschäft sowie eine presbyterianische Kapelle. Bei allen drei Gebäuden handelt es sich um Grade II buildings.